# Carmen és Lola
A Carmen és Lola (eredeti cím: Carmen y Lola) 2018-ban bemutatott spanyol filmdráma, melyet Arantxa Echevarría írt és rendezett. A főbb szerepekben Zaira Romero, Rosy Rodríguez, Moreno Borja, Rafaela León és Carolina Yuste látható.
A 2018-as cannes-i fesztivál Filmkészítők Kéthete szekciójában mutatták be először. A film pozitív kritikákat kapott: a 33. Goya-díjátadón hét kategóriában jelölték díjakra, végül a legjobb új rendező és a legjobb női mellékszereplő (Yuste) kategóriákban bizonyult a legjobbnak.

## Cselekmény
Carmen Madrid külvárosának cigányközösségében él, ahol a lányok sorsa előre meg van írva: fiatalon férjhez menni, majd minél több gyermeket vállalni. Azonban Carmen élete váratlan fordulatot vesz, amikor megismerkedik Lolával – egy különc lánnyal, aki nem követi a hagyományos utat. Lola egyetemi tanulmányokról álmodik, szereti a graffitiművészetet (leginkább madarakat fest) és a lányokhoz vonzódik. 
A két fiatal kapcsolata egyre szorosabbá válik, de lázadó nézeteik szembefordítják őket saját családjaikkal.

## Szereplők
- Zaira Romero – Lola
- Rosy Rodríguez – Carmen
- Moreno Borja – Paco
- Rafaela León – Flor
- Carolina Yuste – Paqui

## Fogadtatás
A Rotten Tomatoes 21 kritika alapján 90%-ra értékelte.

### Fontosabb díjak és jelölések
| Díj                 | Kategória                    | Jelölt                             | Eredmény | Ref.  |
| ------------------- | ---------------------------- | ---------------------------------- | -------- | ----- |
| Goya-díj (33. gála) | legjobb film                 | –                                  | Jelölve  | [ 5 ] |
| Goya-díj (33. gála) | legjobb új rendező           | Arancha Echevarría                 | Elnyerte | [ 5 ] |
| Goya-díj (33. gála) | legjobb eredeti forgatókönyv | Arancha Echevarría                 | Jelölve  | [ 5 ] |
| Goya-díj (33. gála) | legjobb női mellékszereplő   | Carolina Yuste                     | Elnyerte | [ 5 ] |
| Goya-díj (33. gála) | legjobb új színésznő         | Rosy Rodríguez                     | Jelölve  | [ 5 ] |
| Goya-díj (33. gála) | legjobb új színésznő         | Zaira Moreno                       | Jelölve  | [ 5 ] |
| Goya-díj (33. gála) | legjobb új színész           | Moreno Borja                       | Jelölve  | [ 5 ] |
| Goya-díj (33. gála) | legjobb eredeti dal          | Paco de la Rosa: Me vas a extrañar | Jelölve  | [ 5 ] |

## Fordítás
- Ez a szócikk részben vagy egészben  a   Carmen & Lola című angol Wikipédia-szócikk ezen változatának fordításán alapul.  Az eredeti cikk szerkesztőit annak laptörténete sorolja fel. Ez a jelzés csupán a megfogalmazás eredetét és a szerzői jogokat jelzi, nem szolgál a cikkben szereplő információk forrásmegjelöléseként.